# Zschorna (Hochkirch)

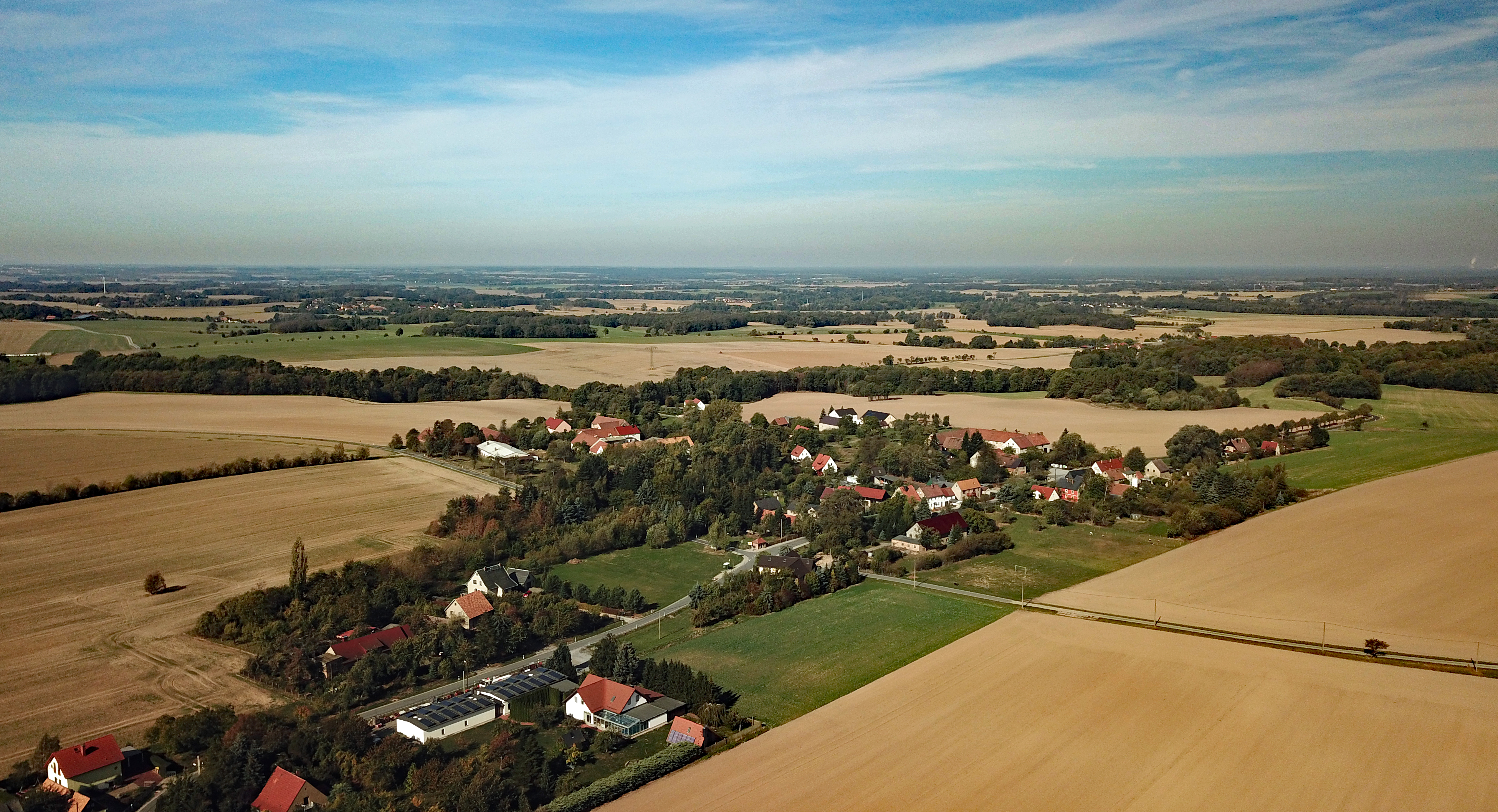
Luftbild

Zschorna, obersorbisch Čornjowⓘ, ist ein Dorf im Osten des sächsischen Landkreises Bautzen, das zur Gemeinde Hochkirch gehört. Es zählt zur Oberlausitz und gehört zum offiziellen sorbischen Siedlungsgebiet.

## Geografie

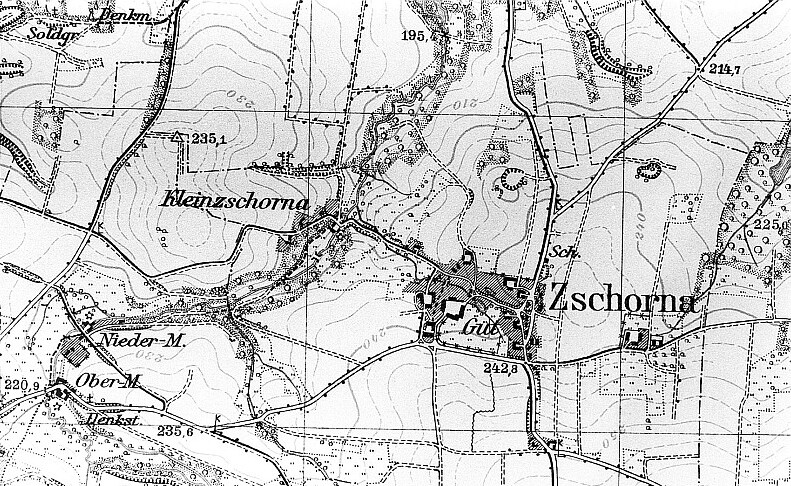
Zschorna und Kleinzschorna auf einem historischen Messtischblatt

Der Ort befindet sich 4 Kilometer nordöstlich des Gemeindezentrums von Hochkirch auf einer Höhe von 240 Metern über dem Meer. Die Nachbarorte sind Lauske im Norden, Spittel im Südosten, Breitendorf im Süden und Kohlwesa im Westen. Die nächsten Städte sind das fünf Kilometer nördlich gelegene Weißenberg sowie Löbau, das sich acht Kilometer in südöstlicher Richtung befindet.
Nach der Siedlungsanlage ist Zschorna ein lockeres Platzdorf.

## Geschichte
Im Norden des Ortes befindet sich ein großes Gräberfeld aus der Billendorfer Kultur vom Anfang der Eisenzeit (700 bis 500 v. Chr.) mit zahlreichen Beigaben aus Keramik sowie Nadeln aus Bronze und Knochen – sie wurden zwischen 1895 und 1929 in einer Sandgrube geborgen. Kurz vor Lauske erhebt sich am rechten Ufer des Kotitzer Wassers die Zschornaer Schanze, eine halbkreisförmige Wallburg.
1381 wird der Ort als Czornaw erwähnt, spätere Bezeichnungen sind Czornum (1419), Zcorn (1448), Tzschorna (1618) und schließlich Zschorna (1730).
Bis 1977 war Zschorna mit dem Ortsteil Klein-Zschorna eine eigenständige Landgemeinde. Dann wurde es nach Kotitz eingemeindet. 1994 kam der Ort zu Hochkirch.

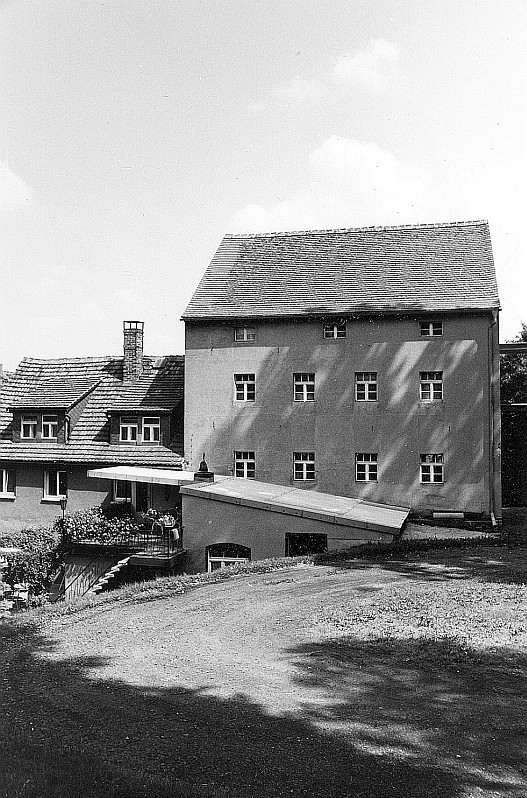
Fiedlermühle Zschorna

## Bevölkerung
Für seine Statistik über die sorbische Bevölkerung in der Oberlausitz ermittelte Arnošt Muka in den achtziger Jahren des 19. Jahrhunderts für den Ort eine Bevölkerungszahl von 189 Einwohnern; davon waren 167 Sorben (88 %) und 22 Deutsche. Bei der Zählung von Ernst Tschernik im Jahr 1956 bildete das noch immer zu 62 Prozent sorbischsprachige Zschornau eine Mehrheitsinsel, während in allen Nachbarorten bereits mehrheitlich Deutsch gesprochen wurde. Seither ist der Anteil der Sorbisch-Sprecher auch hier stark zurückgegangen.
Bis zum Beginn des Zweiten Weltkriegs schwankten die Einwohnerzahlen zwischen etwa 140 und 200 und stiegen bis 1950 unter anderem durch die Aufnahme von Flüchtlingen und Vertriebenen auf zeitweise 219 an. Seitdem nimmt die Bevölkerungszahl langsam ab. Um das Jahr 2000 waren rund 130 Einwohner gemeldet, seit 2006 rund 120.
Die Einwohner sind zum größten Teil evangelisch-lutherisch. Der Ort ist nach Hochkirch gepfarrt.

## Persönlichkeiten
- 1828 wurde in Zschorna der spätere Pfarrer Karl August Jentsch, obersorbisch Korla Awgust Jenč, geboren. Nach Schule und Studium trat er 1855 die Pfarrstelle in Pohla bei Bischofswerda an. Auch als Literaturhistoriker ist er vor allem durch seine Bibliographie der in der Lausitz erschienenen sorbischen Bücher und seine Arbeiten zur sorbischen Sprache bedeutend. Als Lektor wirkte er an der achten Ausgabe der sorbischen Bibel 1860 mit. 1895 starb Jentsch in Pohla. Sein Grabstein ist noch heute vor dem Eingang der Kirche erhalten.

- Johann August Strauch, obersorbisch Jan Awgust Kerk, wurde 1865 in Zschorna geboren. Der spätere Pirnaer Oberlehrer und Schwager des sorbischen Volkskundlers Arnošt Muka (deutsch Ernst Mucke) wurde nach seinem Ruhestand als Schriftsteller mit Erinnerungserzählungen tätig. Außerdem wirkte er in mehreren sorbischen Vereinen aktiv mit. 1938 starb er in Pirna.[2]